# George Șișcu
George Șișcu (n. 5 iunie 1965, Măcin, România) este un deputat român, ales în 2016.